# Australobolbus binasutus
Australobolbus binasutus är en skalbaggsart som beskrevs av Henry Fuller Howden 1992. Australobolbus binasutus ingår i släktet Australobolbus och familjen Bolboceratidae. Inga underarter finns listade.